# Кен (музичний інструмент)

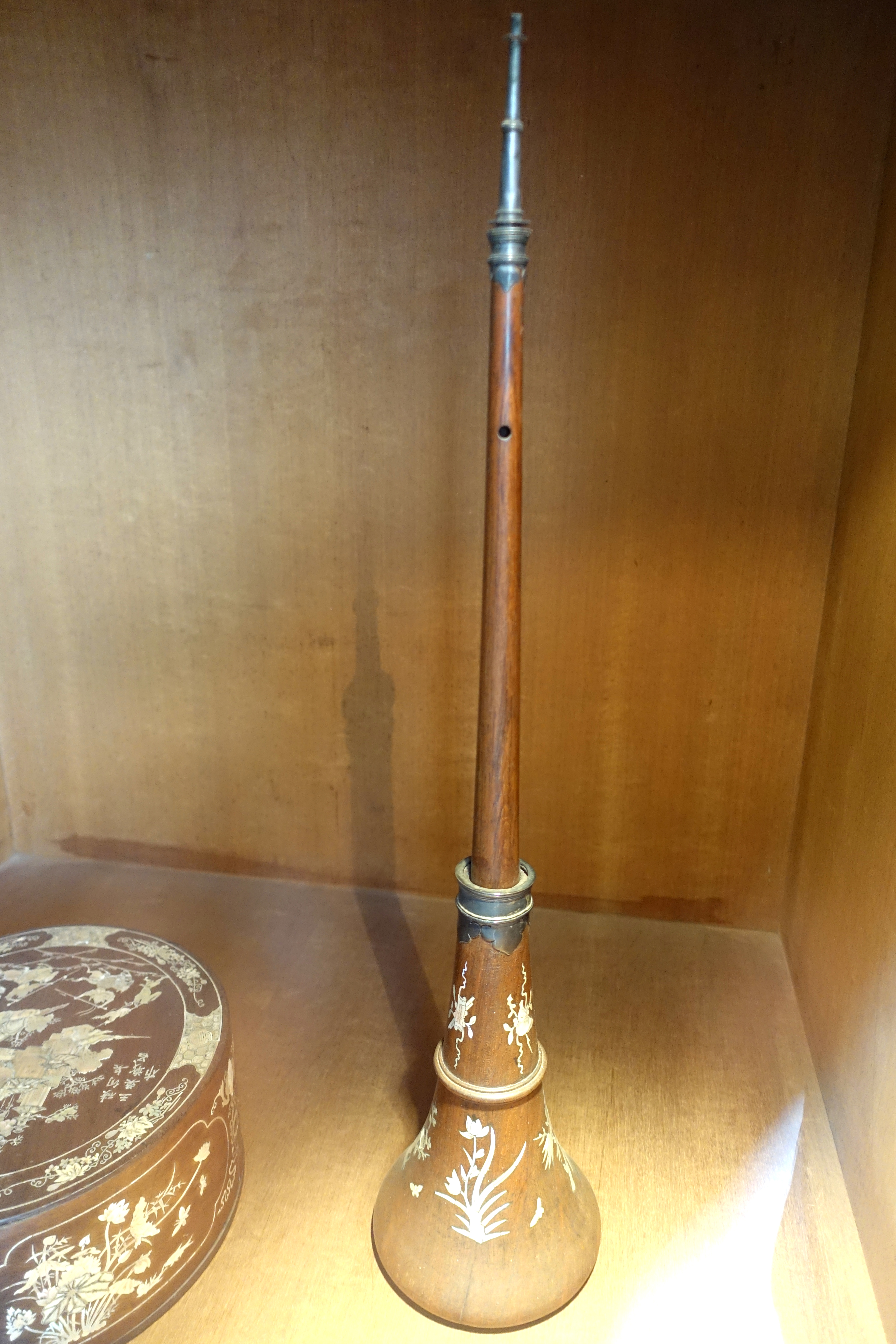
Кен використовують на ритуальних подіях — В'єтнамський Музей Етимології — Ханой, В'єтнам

Кен (або кєн) — це один із традиційних в'єтнамських етнічних дерев'яних духових інструментів. Він складається із конусоподібної  дерев'яної основи та подвійної тростини. Звук інструменту досить потужний і пронизливо високий, схожий на китайський Сону, корейську тайпийонґсо, і персько-індійський шахнай. 
Найвідомішим гравцем на кені є заслужений музикант Нґуен Нґок Кгань (нар. 1956), який був визнаний "національною гордістю" В'єтнаму. Його часто на Батьківщині називають "Кенний Кгань".
Схожим за зовніжньою формою, звуковидобуванням та тембром звуку до кену є китайський інструмент сона. Різниця лише у матеріалі корпусу. Сона зазвичай виготовляється із латуні або міді.

## Різновиди
- Кен Боу — вид кену, різниться наявністю грушоподібного розтрубу, який іноді формою дуже схожий на гарбуз. Виготовляється в декількох розмірах.
- Кен дам ма (в'єтнам. похоронний гобой) — різновид кену, який має розтруб із металу; використовується під час похоронних процесій на півночі В'єтнаму.

## Зображення

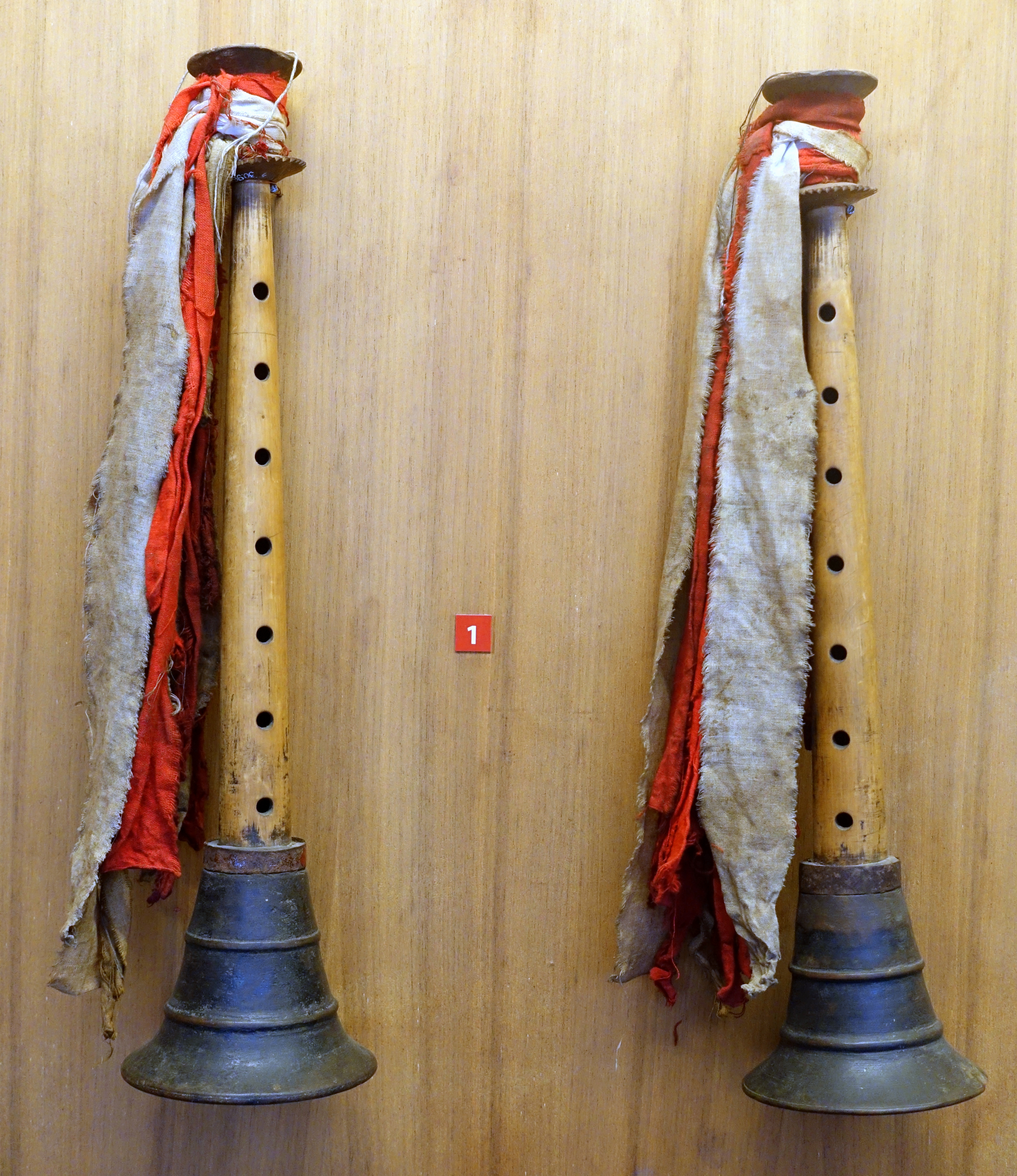
Кен (майстер Ло Ло)— експонат В'єтнамського музею Етимології — Ханой
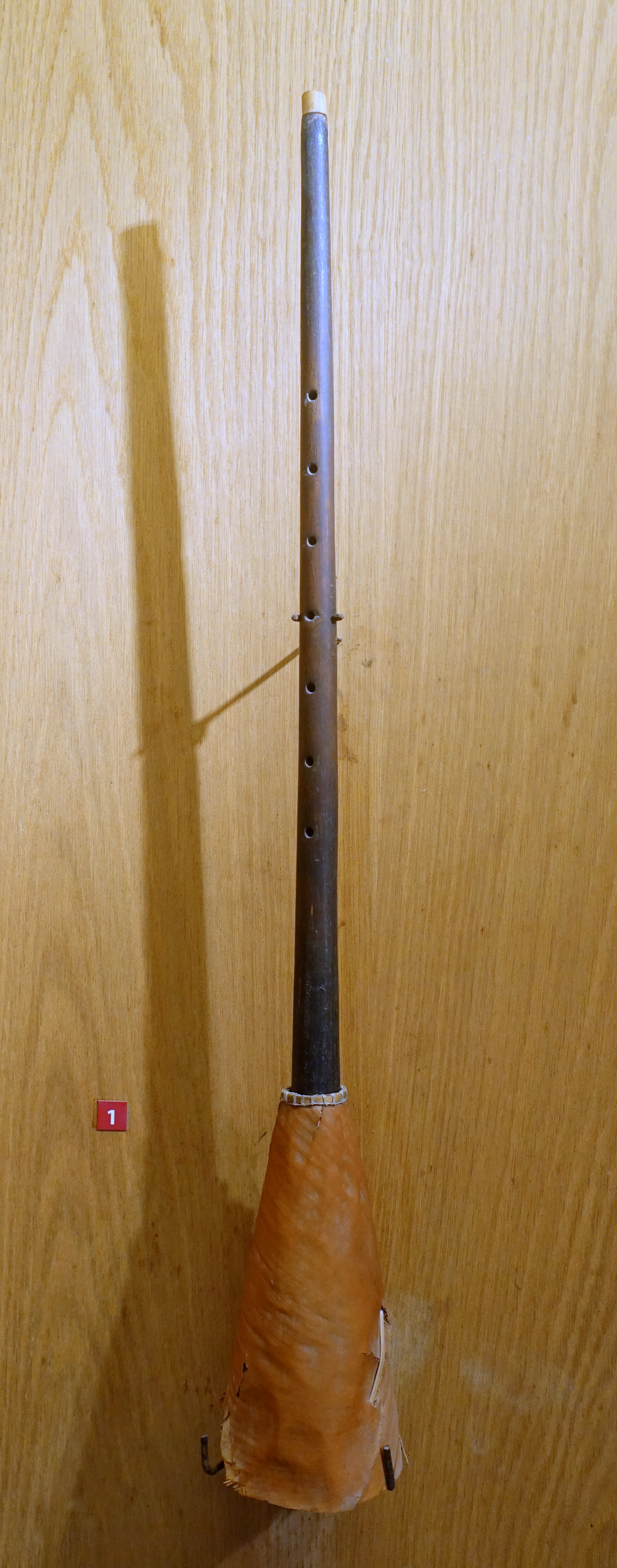
Кен майстра Муонґ — експонат В'єтнамського музею Етимології — Ханой
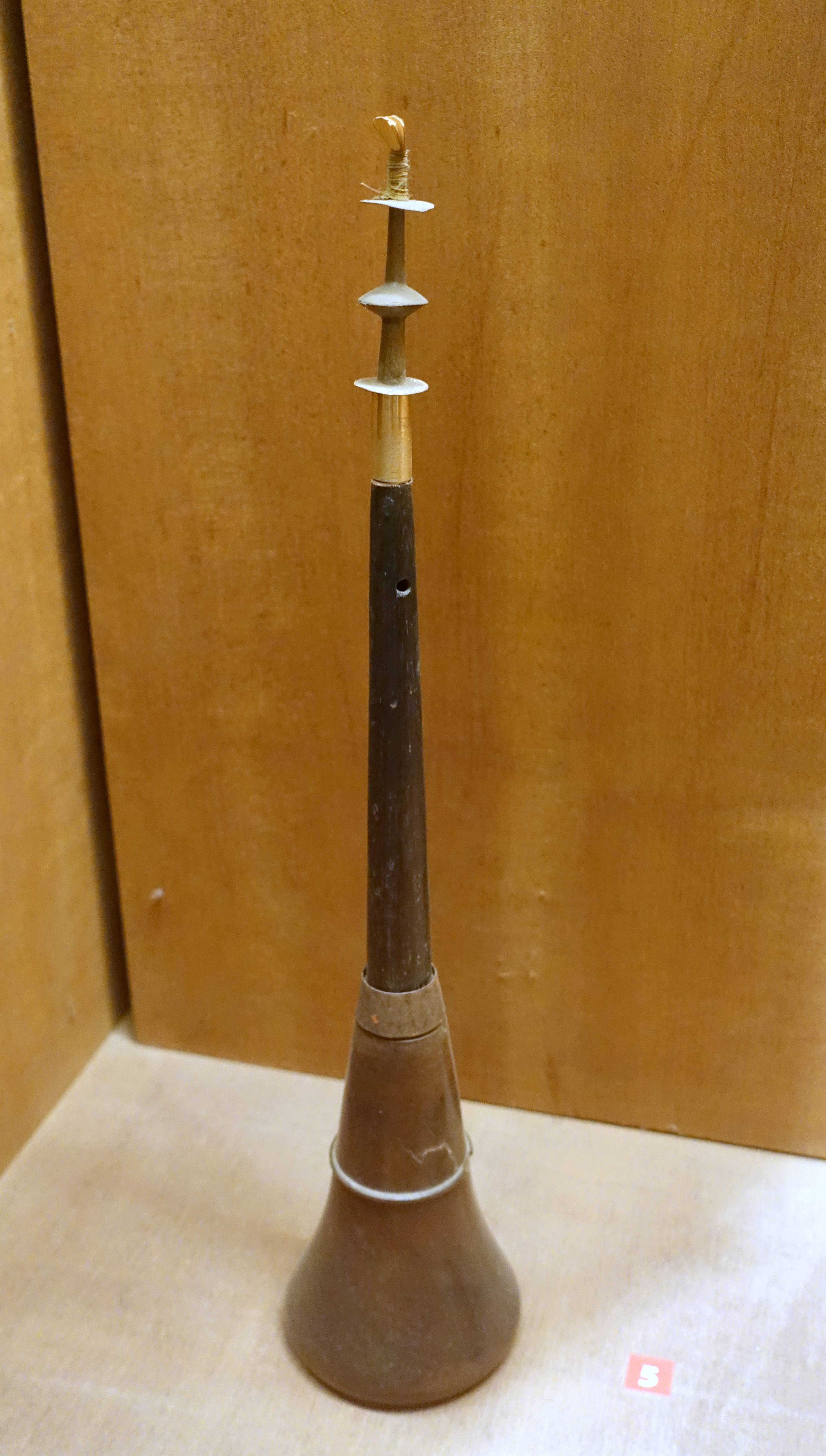
Кен — експонат В'єтнамського музею Етимології — Ханой

## Зовнішні посилання
- В'єтнамська культура (укр.)
- Веб сторінка із прикладом аудіо зразку гри Нґуен Нґок Кгань на кені (англ.)